# مدیحه عمر
مدیحه عمر (۱۹۰۸ – ۲۰۰۵ در حلب) (عربی: مدیحة عمر)) یک هنرمند عراقی بود که به ترکیب خوشنویسی با هنر انتزاعی شهرت داشت. عموماً او را اولین هنرمند عرب می‌دانند که این کار را انجام داده‌است. بنابراین، او را پیشرو جنبش حروفیه می‌دانند. همچنین عمر اولین زنی بود که از دولت عراق برای تحصیل در اروپا بورسیه تحصیلی دریافت کرد. امروز نوه او دارا کیتانی مجموعه املاک او را مدیریت می‌کند.

## زندگی و شغل
مدیحه عمر در حلب، امپراتوری عثمانی، سوریه کنونی به دنیا آمد. پدرش چرکس و مادرش سوری بود. نسب دوگانه در امپراتوری چندفرهنگی ترکیه معمول بود. با این حال، خانواده اش زمانی که او دختر جوانی بود به عراق نقل مکان کردند. عمر به مدرسه سلطانیه در استانبول رفت و در آنجا از علی رضا به خاطر مهارت‌هایش در نقاشی ستایش کرد. او سپس در دهه ۱۹۳۰ به عنوان معلم در کالج آموزشی ماریا گری در لندن آموزش دید و در سال ۱۹۳۳ با درجه یک درجه ممتاز در رشته هنر و صنایع دستی فارغ‌التحصیل شد. او سپس در آکادمی هنرهای زیبای بغداد به تدریس نقاشی پرداخت و قبل از ترک آنجا در سال ۱۹۴۲ رئیس بخش و تابعیت عراقی گرفت.
او ابتدا در دهه ۱۹۴۰ شروع به کشف ایده ادغام حروف عربی در نقاشی کرد و در سال ۱۹۴۹، با تشویق مورخ هنر، ریچارد اتینگهاوزن، مجموعه ای از ۲۲ نقاشی با الهام از هوروفیست‌ها را در کتابخانه عمومی جورج تاون در واشینگتن به نمایش گذاشت. به همین دلیل، او عموماً به عنوان اولین هنرمند عرب در دوران مدرن که حروف عربی را در هنر خود گنجانده‌است، و اولین هنرمندی که چنین آثاری را به نمایش گذاشته‌است شناخته می‌شود.

## تحصیلات
او در دانشگاه جورج واشینگتن تحصیل کرد. سپس در مدرسه هنر کورکوران در رشته هنرهای زیبا تحصیل کرد، در سال ۱۹۵۲ فارغ‌التحصیل شد و در سال ۱۹۵۹ مدرک MFA را دریافت کرد.